# Beaumont-lès-Randan
Beaumont-lès-Randan (en occità Biaumont de Randans) és un municipi francès, situat al departament del Puèi Domat i a la regió d'Alvèrnia-Roine-Alps. L'any 2007 tenia 239 habitants.

## Demografia

### Població
El 2007 la població de fet de Beaumont-lès-Randan era de 239 persones. Hi havia 94 famílies de les quals 16 eren unipersonals (12 homes vivint sols i 4 dones vivint soles), 35 parelles sense fills, 39 parelles amb fills i 4 famílies monoparentals amb fills.
La població ha evolucionat segons el següent gràfic:
Habitants censats

### Habitatges
El 2007 hi havia 103 habitatges, 92 eren l'habitatge principal de la família, 4 eren segones residències i 7 estaven desocupats. 98 eren cases i 2 eren apartaments. Dels 92 habitatges principals, 80 estaven ocupats pels seus propietaris, 9 estaven llogats i ocupats pels llogaters i 3 estaven cedits a títol gratuït; 6 tenien dues cambres, 10 en tenien tres, 16 en tenien quatre i 60 en tenien cinc o més. 84 habitatges disposaven pel capbaix d'una plaça de pàrquing. A 24 habitatges hi havia un automòbil i a 61 n'hi havia dos o més.

### Piràmide de població
La piràmide de població per edats i sexe el 2009 era:
| Homes | Edats   | Dones |
| ----- | ------- | ----- |
| 0     | 95 o +  | 0     |
| 0     | 90 a 94 | 0     |
| 0     | 85 a 89 | 0     |
| 0     | 80 a 84 | 0     |
| 0     | 75 a 79 | 0     |
| 8     | 70 a 74 | 4     |
| 4     | 65 a 69 | 16    |
| 16    | 60 a 64 | 8     |
| 8     | 55 a 59 | 0     |
| 4     | 50 a 54 | 16    |
| 8     | 45 a 49 | 4     |
| 8     | 40 a 44 | 4     |
| 8     | 35 a 39 | 8     |
| 8     | 30 a 34 | 4     |
| 8     | 25 a 29 | 4     |
| 0     | 20 a 24 | 12    |
| 0     | 15 a 19 | 4     |
| 4     | 10 a 14 | 8     |
| 0     | 5 a 9   | 4     |
| 4     | 0 a 4   | 0     |

## Economia
El 2007 la població en edat de treballar era de 158 persones, 114 eren actives i 44 eren inactives. De les 114 persones actives 104 estaven ocupades (59 homes i 45 dones) i 11 estaven aturades (5 homes i 6 dones). De les 44 persones inactives 20 estaven jubilades, 11 estaven estudiant i 13 estaven classificades com a «altres inactius».

### Ingressos
El 2009 a Beaumont-lès-Randan hi havia 97 unitats fiscals que integraven 246 persones, la mediana anual d'ingressos fiscals per persona era de 17.046 €.

### Activitats econòmiques
Dels 9 establiments que hi havia el 2007, 2 eren d'empreses de construcció, 4 d'empreses de comerç i reparació d'automòbils, 2 d'empreses de serveis i 1 d'una empresa classificada com a «altres activitats de serveis».
Dels 3 establiments de servei als particulars que hi havia el 2009, 1 era una lampisteria, 1 electricista i 1 perruqueria.
L'any 2000 a Beaumont-lès-Randan hi havia 18 explotacions agrícoles que ocupaven un total de 568 hectàrees.

## Equipaments sanitaris i escolars
El 2009 hi havia una escola elemental integrada dins d'un grup escolar amb les comunes properes formant una escola dispersa.

## Poblacions més properes
El següent diagrama mostra les poblacions més properes.